# Lovečkovice
Lovečkovice (deutsch Loschowitz) ist eine Gemeinde in Tschechien. Sie liegt 18 Kilometer südöstlich des Stadtzentrums von Ústí nad Labem im Böhmischen Mittelgebirge und gehört zum Okres Litoměřice.

## Geographie
Das Dorf befindet sich nördlich des Sedlo oberhalb des Tals des Luční potok. Lovečkovice ist der Kreuzungspunkt der Staatsstraße 260 zwischen Povrly und Úštěk mit der 240 zwischen Verneřice und Roudnice nad Labem.
Nachbarorte sind Dolní Šebířov im Norden, Hradiště und Levínské Petrovice im Nordosten, Horní Bukovina und Bukovina im Osten, Levín und Horní Vysoké im Südosten, Lázně Jeleč und Lhotsko im Süden, Horní Týnec im Südwesten, Lukavice, Nová Ves und Přední Nezly im Westen sowie Klínky im Nordwesten.

## Geschichte
Erstmals urkundlich erwähnt wurde Lovečkovice im Jahre 1396 als Besitz des Peter Zvěst. 1412 erhielten die Zvěst von Lovečkovice noch das Dorf und die Veste Zábabeč von Wenzel von Dědice.
1456 bestand in Lovečkovice eine Veste, und der Ort gehörte zur Herrschaft Ploskovice. 1542 ist das Dorf als Teil der Herrschaft Liběšice überliefert. Nach 1600 war der Ort an die Herrschaft Zahořany angeschlossen und gehörte Radislav Kinský von Vchynitz und Tettau. Zum Ende des 18. Jahrhunderts wurde bei Ratsch in der Ferdinandszeche Braunkohle abgebaut. In dieser Zeit entstand aus das erste Schulhaus in Loschowitz. 1830 hatte der Ort 182 Einwohner, die in 31 Häusern lebten. Bis zur Ablösung der Patrimonialherrschaften blieb Loschowitz Teil der Herrschaft Zahorzan und wurde 1848 zur selbstständigen Gemeinde.
1890 nahm die Lokalbahn Großpriesen–Wernstadt–Auscha den Betrieb auf. In Loschowitz gabelte sich die Strecke nach Auscha und nach Wernstadt. 1892 erfolgte der Bau einer neuen Schule. 1930 bestand der Ort einschließlich der Ortsteile Ratsch, Vorder Nessel und Lukowitz aus 38 Wohnhäusern und hatte 186 Einwohner, die bis auf vier Tschechen zur deutschen Volksgruppe gehörten. 
Nach dem Zweiten Weltkrieg wurden die deutschsprachigen Bewohner vertrieben. Der Bevölkerungsverlust konnte nicht kompensiert werden, und mehrere der kleineren Ansiedlungen bestehen nur noch aus Ferienhäusern ohne ständige Einwohner. Horní Šebířov wurde gänzlich aufgegeben. Während der kommunistischen Herrschaft erfolgte der Abriss der Pfarrkirchen des Hl. Franz von Assisi in Mukařov und St. Prokop in Touchořiny. Auch die 1763 errichtete St.-Prokop-Kapelle in Knínice wurde abgetragen. 
1978 wurde die Eisenbahn stillgelegt und die Gleise nach Verneřice und Úštěk abgebaut. Der noch erhaltene Streckenabschnitt nach Velké Březno wurde 1998 zum Kulturdenkmal erklärt, und der Trägerverein des Eisenbahnmuseums Zubrnice beabsichtigt, auch auf dem Streckenabschnitt von Zubrnice nach Lovečkovice den Museumsbahnbetrieb aufzunehmen. Im Jahre 2002 stürzte der Glockenturm in Mukařov ein.

## Gemeindegliederung
Die Gemeinde Lovečkovice besteht aus den Ortsteilen Dolní Šebířov (Nieder Rebire), Knínice (Kninitz), Levínské Petrovice (Petrowitz), Lovečkovice (Loschowitz), Mukařov (Munker),  Náčkovice (Naschowitz) und Touchořiny (Taucherin). Grundsiedlungseinheiten sind Dolní Šebířov, Hlupice (Luppitz), Knínice, Levínské Petrovice, Lovečkovice, Mukařov, Náčkovice und Touchořiny. Zu Lovečkovice gehören außerdem die Ansiedlungen Hradiště (Ratsch), Klínky (Klinge), Lukavice (Lukowitz), Nová Ves (Neudörfel), Přední Nezly (Vorder Nessel), Zadní Nezly (Hinter Nessel), Panna (Panhöhe) und Lada (Latten) sowie die Wüstung Horní Šebířov (Ober Rebire).
Das Gemeindegebiet gliedert sich in die Katastralbezirke Dolní Šebířov, Hlupice, Knínice u Touchořin, Levínské Petrovice, Lovečkovice, Mukařov u Úštěku, Náčkovice und Touchořiny.

## Sehenswürdigkeiten
- Kapelle in Lovečkovice, erbaut um 1850
- Kapelle mit Glockenturm in Levínské Petrovice
- Kapelle der Hilfreichen Jungfrau Maria in Náčkovice
- Schrotholz- und Fachwerkbauten
- Aussichtsturm auf der Víťova vyhlídka bei Náčkovice, 2004 eingeweiht